# Sycaonia popae
Sycaonia popae är en stekelart som beskrevs av Heinrich 1980. Sycaonia popae ingår i släktet Sycaonia, och familjen brokparasitsteklar. Inga underarter finns listade.